# MagicGate

MagicGate logo

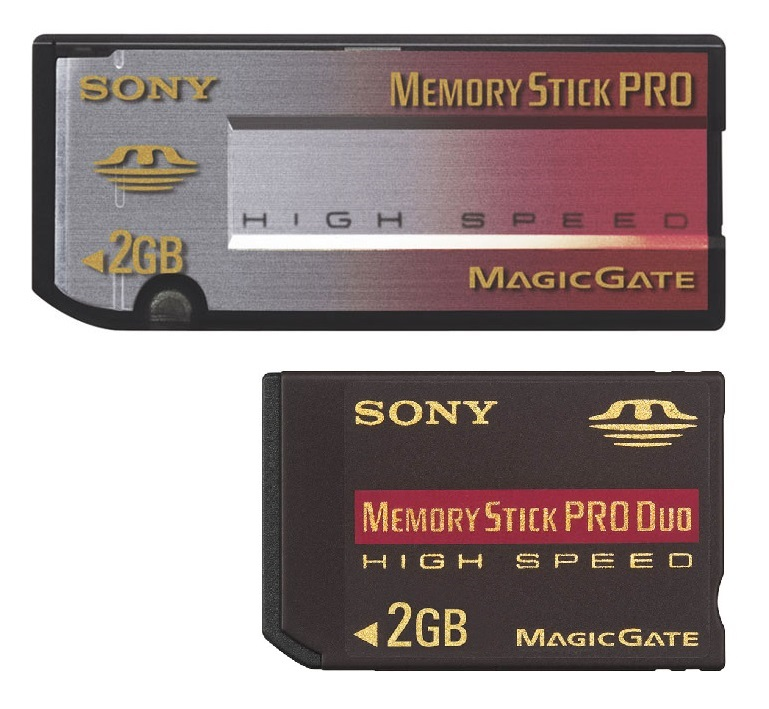
Memory Stick Pro und Memory Stick Pro Duo mit MagicGate-Unterstützung

MagicGate war ein digitaler Kopierschutz, der von Sony entwickelt und 1999 auf den Markt gebracht wurde. Er wurde in Sonys Memory Stick und bei der PlayStation 2 verwendet, um das Kopieren von digitalen Inhalten zu verhindern.
Der Kopierschutz verschlüsselt die Daten auf dem Speichermedium. Zur Entschlüsselung ist jeweils ein MagicGate-Chip im lesenden Gerät als auch im Speichermedium erforderlich.
Die Speicherkarten der Playstation 2 von 2000 waren mit dem Kopierschutz ausgestattet. Ab 2004 stellte Sony keine MemorySticks ohne MagicGate mehr her. Einige Endgeräte, beispielsweise der Network Walkman, akzeptieren keine Karten ohne Kopierschutz.
Bei Memory-Stick-Duo-Karten ist an der kleinen Kerbe am hinteren Ende (siehe nebenstehendes Bild) erkennbar, ob sie mit dem Kopierschutz ausgestattet sind.
Vor allem ältere Karten waren teilweise noch ohne den Kopierschutz hergestellt worden. Manche Kunden bevorzugten diese, da der Kopierschutz eine zusätzliche, aber nicht zwingend nötige Komponente ist, bei deren Versagen der Inhalt der Speicherkarte auch bei ansonsten intaktem Speicher nicht mehr zugänglich ist.